# Jarošov (Svitavyi járás)
Jarošov település Csehországban, a Svitavyi járásban. Jarošov Proseč, Bor u Skutče, Nová Ves u Jarošova, Budislav és Chotěnov településekkel határos. Lakosainak száma 175 fő (2024. január 1.).

## Népesség
A település lakosságának változását az alábbi diagram mutatja:
| Lakosok száma | 690  | 536  | 535  | 317  | 197  | 184  | 176  | 188  | 180  | 175  |
|               | 1869 | 1890 | 1921 | 1950 | 1980 | 2001 | 2017 | 2019 | 2022 | 2024 |